# Kisfalud
Kisfalud is een plaats (község) en gemeente in het Hongaarse comitaat Győr-Moson-Sopron. Kisfalud telt 858 inwoners (2001).

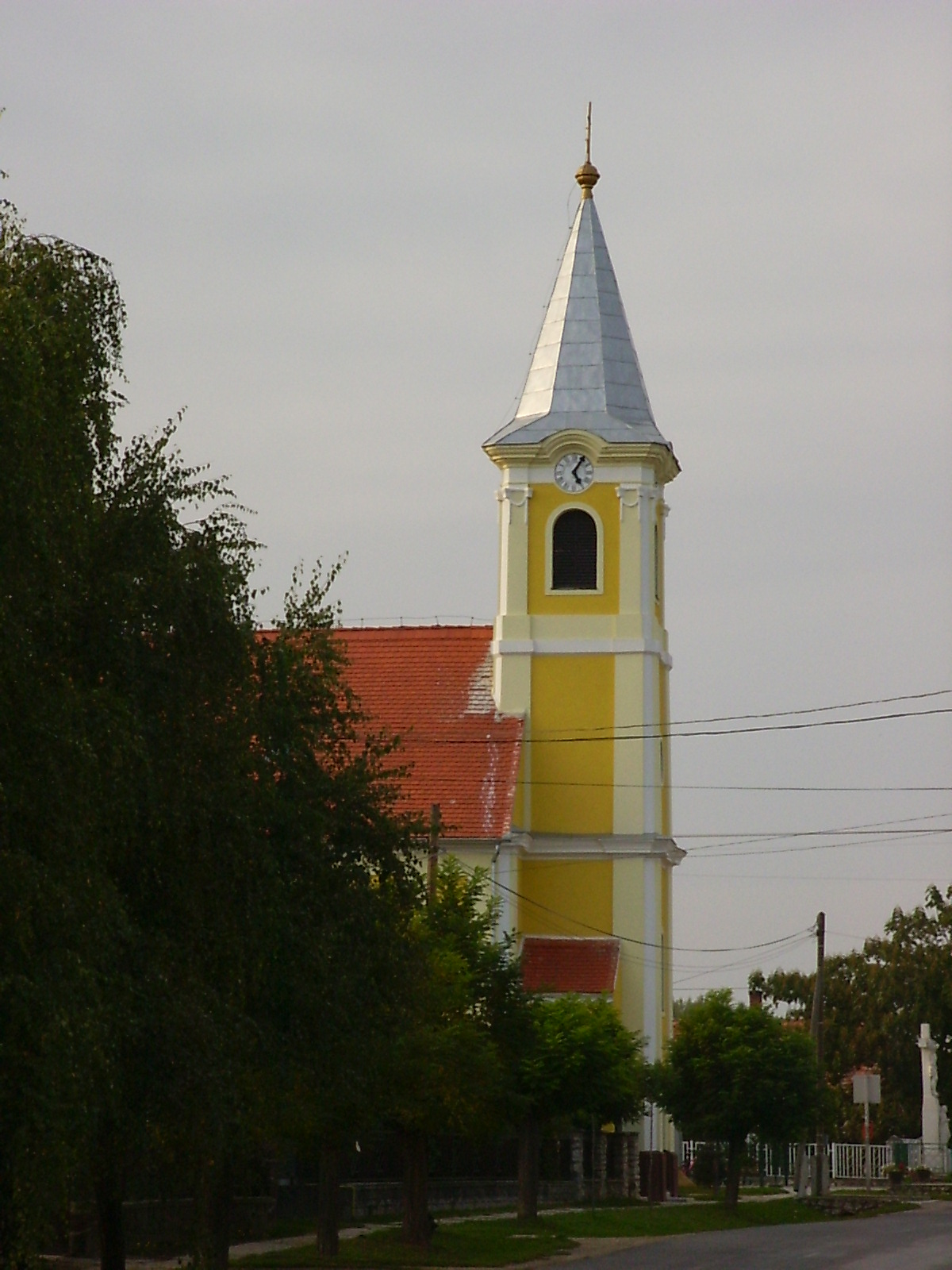
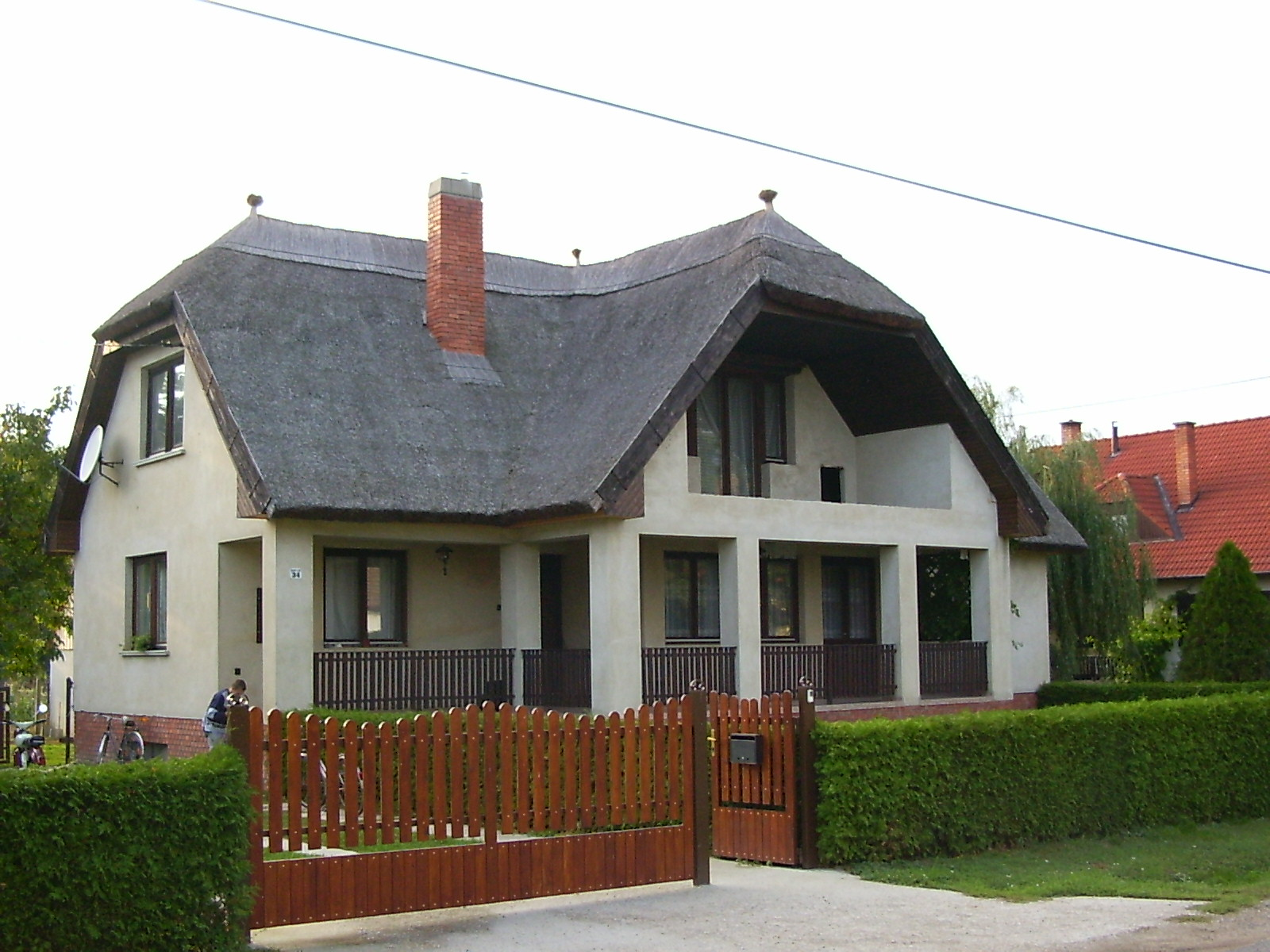